# Jan Polanc
Jan Polanc, né le 6 mai 1992 à Kranj, est un coureur cycliste slovène.

## Biographie
En catégorie junior, Jan Polanc est champion de Slovénie sur route en 2009, et du contre-la-montre en 2010. Cette année-là, il est cinquième du championnat du monde sur route de sa catégorie.
L'année suivante, passé en catégorie espoir, il intègre l'équipe continentale Radenska. En 2012, il remporte le championnat de Slovénie du contre-la-montre espoirs et le Tour de Lombardie amateurs. À la fin de cette saison, il est approché par l'équipe professionnelle italienne Lampre, afin d'y devenir coureur professionnel l'année suivante. En mai 2013, il gagne une étape et le classement général du Tour du Frioul-Vénétie julienne. Deuxième du Tour de Slovénie le mois suivant, il rejoint en juillet l'équipe Lampre-Merida. En septembre, il dispute le championnat du monde sur route élite, à Florence, et en prend la quarantième place. Il termine l'année au Tour de Pékin, épreuve World Tour qu'il termine à la quinzième place. 
En 2014, il dispute le Tour d'Italie, son premier grand tour. Il est quatrième de la quatorzième étape, à Oropa.
En janvier 2015, Polanc chute lors du Tour de Dubaï et se fracture un scaphoïde. Il reprend la compétition fin mars au Tour de Catalogne. En mai, il remporte en solitaire la cinquième étape du Tour d'Italie, avec une minute et demie d'avance sur ses poursuivants.
Il s'illustre en 2019, toujours sur le Giro, en s'emparant du Maillot Rose, après une longue échappée collective, aux dépens de son équipier chez UAE Valerio Conti.
Durant l'hiver 2022-2023, des examens médicaux pratiqués sur Jan Polanc mettent en évidence des « problèmes cardiaques ». Polanc, absent des compétitions durant les premiers mois de 2023, annonce le 15 mai arrêter sa carrière en raison de ces problèmes.

## Palmarès sur route et classements mondiaux

### Palmarès
| - 2009 - Champion de Slovénie sur route juniors - 3e du championnat de Slovénie du contre-la-montre juniors - 2010 - Champion de Slovénie du contre-la-montre juniors - Coppa Montes - 3e étape du Giro della Lunigiana - 2e du Trofeo Guido Dorigo - 3e du Trofeo Buffoni - 5e du championnat du monde sur route juniors - 2012 - Champion de Slovénie du contre-la-montre espoirs - Tour de Lombardie amateurs - 2e de l'Okolo Jižních Čech - 3e du championnat de Slovénie du contre-la-montre - 2013 - Tour du Frioul-Vénétie julienne : - Classement général - 4e étape - 2e du Tour de Slovénie | - 2015 - 5e étape du Tour d'Italie - 2017 - Champion de Slovénie du contre-la-montre - 4e étape du Tour d'Italie - 2019 - 6e du Tour de Turquie - 2020 - 3e du championnat de Slovénie du contre-la-montre - 2021 - 2e du championnat de Slovénie sur route - 2e du championnat de Slovénie du contre-la-montre - 2022 - Trofeo Laigueglia |  |

### Résultats sur les grands tours

#### Tour de France
2 participations
- 2016 : 54e
- 2020 : 40e

#### Tour d'Italie
5 participations
- 2014 : 42e
- 2015 : 53e, vainqueur de la 5e étape
- 2017 : 11e, vainqueur de la 4e étape
- 2018 : 32e
- 2019 : 15e,  maillot rose pendant 2 jours

#### Tour d'Espagne
3 participations
- 2017 : 38e
- 2021 : 41e
- 2022 : 11e

### Classements mondiaux
| Année                                 | 2011 | 2012 | 2013 | 2014 | 2015 | 2016  | 2017 | 2018  | 2019 | 2020 | 2021 | 2022 |
| ------------------------------------- | ---- | ---- | ---- | ---- | ---- | ----- | ---- | ----- | ---- | ---- | ---- | ---- |
| UCI World Tour                        |      |      |      | 207e | 128e | nc    | 110e | 130e  |      |      |      |      |
| Classement mondial                    |      |      |      |      |      | 601e  | 160e | 351e  | 142e | 188e | 238e | 180e |
| UCI Europe Tour                       | 415e | 105e | nc   |      |      | 1051e | 379e | 1247e | 117e | 155e | 203e | 147e |
| UCI Asia Tour                         | nc   | nc   | nc   |      |      | 463e  | 438e | 596e  |      |      |      |      |
| UCI America Tour                      | nc   | nc   | nc   |      |      | 377e  | nc   | nc    |      |      |      |      |
|                                       |      |      |      |      |      |       |      |       |      |      |      |      |
| Légende : nc = non classéSource : UCI |      |      |      |      |      |       |      |       |      |      |      |      |